# Gullþúfa
Gullþúfa är en bergstopp i republiken Island. Den ligger i regionen Austurland, 400 km öster om huvudstaden Reykjavík. Toppen på Gullþúfa är 1 125 meter över havet.
Runt Gullþúfa är det mycket glesbefolkat, med 3 invånare per kvadratkilometer. Närmaste större samhälle är Neskaupstaður, omkring 16 kilometer sydost om Gullþúfa. Trakten runt Gullþúfa består i huvudsak av gräsmarker.